# 2012年夏季奧林匹克運動會游泳比賽
2012年夏季奧林匹克運動會游泳比賽於2012年7月28日至8月4日在倫敦倫敦水上運動中心中舉行；馬拉松游泳於2012年8月9日至8月10日在倫敦海德公園中舉行，共有900名運動員參加游泳比賽，以及50名運動員參加10公里馬拉松游泳競賽項目。

## 比賽項目
本屆游泳比賽設有三十四個比賽項目，包括：
- 男子自由泳：50米、100米、200米、400米、1500米
- 女子自由泳：50米、100米、200米、400米、800米
- 男子背泳：100米、200米
- 女子背泳：100米、200米
- 男子蛙泳：100米、200米
- 女子蛙泳：100米、200米
- 男子蝶泳：100米、200米
- 女子蝶泳：100米、200米
- 男子混合泳：200米、400米
- 女子混合泳：200米、400米
- 男子自由泳接力：4×100米、4×200米
- 女子自由泳接力：4×100米、4×200米
- 男子混合泳接力：4×100米
- 女子混合泳接力：4×100米
- 男子馬拉松游泳：10公里
- 女子馬拉松游泳：10公里

## 賽制
所有游泳比賽分為預賽、準決賽與決賽，各個項目會有16位選手晉級準決賽，8位選手晉級決賽，若有名次平手的狀況，平手選手將加賽一場決定那一位選手晉級。
10公里馬拉松游泳則直接進行決賽。

## 資格賽
游泳比賽包括個人及接力項目總共有900位選手參加，以及50名運動員參加10公里馬拉松游泳競賽項目，每一個國家及地區在每個個人單項最多只可以派6名及每個接力單項最多只可以派1支隊伍參加。另外運動員亦可以同時參加個人單項和接力單項；每一個國家及地區在10公里馬拉松游泳只可以派1位選手參加。

### 個人游泳項目
國際游泳總會對奧運會個人單項設定兩種標準成績資格：A標成績（奧林匹克資格成績，OQT）與B標成績（奧林匹克選拔成績，OST）。達標成績只可在國際泳總指定賽事中獲得，每位選手在1項以上個人項目獲得A標成績就直接取得奧運會參賽資格，A標與B標成績如下表：
資格成績必須在以下時段期間取得：
- 2011年3月1日至2012年7月7日期間個人項目達A標成績（奧林匹克資格成績，OQT）
- 2011年3月1日至2012年6月1日期間個人項目達B標成績（奧林匹克選拔成績，OST）
- 2011年3月1日至2012年6月1日期間參賽過接力項目
- 2011年3月1日至2012年6月1日期間均未達A、B標成績運動員

| 男子項目         | 男子項目 | 男子項目 | 女子項目        | 女子項目 | 女子項目 |
| 項目             | A級標準  | B級標準  | 項目            | A級標準  | B級標準  |
| ---------------- | -------- | -------- | --------------- | -------- | -------- |
| 男子50米自由泳   | 22.11    | 22.88    | 女子50米自由泳  | 25.27    | 26.15    |
| 男子100米自由泳  | 48.82    | 50.53    | 女子100米自由泳 | 54.57    | 56.48    |
| 男子200米自由泳  | 1:47.82  | 1:51.59  | 女子200米自由泳 | 1:58.33  | 2:02.47  |
| 男子400米自由泳  | 3:48.92  | 3:54.13  | 女子400米自由泳 | 4:09.35  | 4:18.07  |
| -                | -        | -        | 女子800米自由泳 | 8:33.84  | 8:51.82  |
| 男子1500米自由泳 | 15:11.83 | 15:43.74 | -               | -        | -        |
| 男子100米背泳    | 54.40    | 56.30    | 女子100米背泳   | 1:00.82  | 1:02.95  |
| 男子200米背泳    | 1:58.48  | 2:02.63  | 女子200米背泳   | 2:10.84  | 2:15.42  |
| 男子100米蛙泳    | 1:00.79  | 1:02.92  | 女子100米蛙泳   | 1:08.49  | 1:10.89  |
| 男子200米蛙泳    | 2:11.74  | 2:16.35  | 女子200米蛙泳   | 2:26.89  | 2:32.03  |
| 男子100米蝶泳    | 52.36    | 54.19    | 女子100米蝶泳   | 58.70    | 1:00.75  |
| 男子200米蝶泳    | 1:56.86  | 2:00.95  | 女子200米蝶泳   | 2:08.95  | 2:13.46  |
| 男子200米混合泳  | 2:00.17  | 2:04.38  | 女子200米混合泳 | 2:13.36  | 2:18.03  |
| 男子400米混合泳  | 4:16.46  | 4:25.44  | 女子400米混合泳 | 4:41.75  | 4:51.75  |

### 接力項目
每個接力項目各有16支隊伍參加，2011年國際泳總世界錦標賽最佳成績前12名可以直接獲得參賽資格，其他4支隊伍會由國際泳總由2011年3月1日至2012年6月1日期間國際泳總指定賽事最佳成績決定。若有任何合格隊伍無法參賽，國際泳總將根據2011年3月1日至2012年6月1日期間的比賽成績，選擇排在其後的成績最好的隊伍參賽。

### 馬拉松游泳
男子及女子10公里馬拉松游泳分有25名運動員參加，參賽資格如下：
- 2011年國際泳總世界錦標賽最佳成績前10名，總計20名運動員（10名男子、10名女子）。
- 2012年國際游總奧運馬拉松游泳資格賽最佳成績前9名，總計18名運動員（9名男子、9名女子）。
- 2012年國際游總奧運馬拉松游泳資格賽（男子及女子）五大洲最佳成績的運動員，共計10名運動員（5名男子、5名女子）。
- 主辦國名額（除非主辦國已經在世錦賽及奧運資格賽取得參賽資格，參賽名額則由其他成績較佳的運動員取代），共計2名運動員（1名男子、1名女子）。

## 參賽國家和地區
| - 阿尔巴尼亚（2） - 阿尔及利亚（1） - 美属萨摩亚（2） - 安道尔（2） - 安哥拉（2） - 安提瓜和巴布达（1） - 阿根廷（4） - 亚美尼亚（2） - 阿鲁巴（2） - （47） - 奥地利（11） - 阿塞拜疆（2） - 巴哈马（1） - 巴林（2） - （1） - 巴巴多斯（1） - 白俄罗斯（8） - 比利时（13） - （1） - 百慕大（1） - 玻利维亚（2） - 波斯尼亚和黑塞哥维那（2） - 博茨瓦纳（1） - 巴西（19） - 汶莱（1） - 保加利亚（4） - 布基纳法索（2） - 布隆迪（1） - 喀麦隆（2） - 柬埔寨（2） - 加拿大（33） - 开曼群岛（2） - 智利（1） - 中国（51） - 哥伦比亚（3） - 科摩罗（1） - 刚果共和国（2） - 库克群岛（2） - 哥斯达黎加（2） - 科特迪瓦（2） - 克罗地亚（4） | - 古巴（2） - 塞浦路斯（1） - 捷克（6） - 丹麦 - 吉布提（1） - （2） - 厄瓜多尔（2） - 埃及（1） - 萨尔瓦多（2） - 爱沙尼亚（2） - 埃塞俄比亚（1） - 斐济（2） - 芬兰 - 法国 - （1） - 德国（30） - 英国 - 希腊 - 格林纳达（1） - 关岛（3） - 危地马拉（1） - 几内亚（1） - 圭亚那（2） - 洪都拉斯（2） - 中国香港（4） - 匈牙利（32） - 冰岛 - 印度（1） - 印度尼西亚 - 伊朗（1） - 伊拉克（1） - 爱尔兰 - 以色列（6） - 意大利 - 牙买加 - 日本 - 约旦（2） - （2） - 科威特（1） - 老挝（1） | - 拉脱维亚（2） - 黎巴嫩（1） - 莱索托（1） - 利比亚（1） - 列支敦士登 - 立陶宛（4） - 卢森堡 - 马其顿（2） - 马达加斯加（2） - 马来西亚 - 马尔代夫（2） - （2） - 马耳他（2） - 毛里求斯（2） - 马绍尔群岛（2） - 墨西哥 - 密克罗尼西亚（2） - 摩尔多瓦（1） - 蒙古（2） - 摩纳哥（1） - 摩洛哥 - 莫桑比克（2） - 荷兰 - 尼泊尔（2） - 新西兰（17） - 尼加拉瓜（2） - （1） - 尼日利亚（2） - 挪威 - 巴基斯坦（2） - 帕劳（1） - 巴勒斯坦（2） - 巴拿马（1） - 巴布亚新几内亚（2） - 巴拉圭 - 秘鲁（2） - 菲律宾（2） - 波兰 - 葡萄牙 - 波多黎各（2） - （1） - 罗马尼亚 | - 俄罗斯 - 卢旺达（1） - 圣卢西亚（1） - 圣文森特和格林纳丁斯（1） - 圣马力诺（1） - 塞内加尔（2） - 塞尔维亚（8） - 塞舌尔（2） - 新加坡 - 斯洛伐克 - 斯洛文尼亚 - 南非 - 韩国 - 西班牙 - 斯里兰卡（2） - 苏丹（1） - 苏里南（2） - （1） - 瑞典 - 瑞士 - 叙利亚（2） - 中华台北（3） - （1） - 坦桑尼亚（1） - 泰国 - 多哥（1） - （1） - 特立尼达和多巴哥 - 突尼斯 - 土耳其 - （2） - 乌干达（2） - 乌克兰 - 阿拉伯联合酋长国（1） - 美国（49） - 乌拉圭（2） - 委内瑞拉 - 越南 - （1） - 赞比亚（2） - 津巴布韦 |

## 獎牌榜
*   主办国家/地区（英国）
| 排名                      | 国家 / 地区               | 金牌 | 銀牌 | 銅牌 | 总计 |
| ------------------------- | ------------------------- | ---- | ---- | ---- | ---- |
| 1                         | 美国（USA）               | 16   | 9    | 6    | 31   |
| 2                         | 中国（CHN）               | 5    | 2    | 3    | 10   |
| 3                         | 法国（FRA）               | 4    | 2    | 1    | 7    |
| 4                         | 荷兰（NED）               | 2    | 1    | 1    | 4    |
| 5                         | 南非（RSA）               | 2    | 1    | 0    | 3    |
| 6                         | 匈牙利（HUN）             | 2    | 0    | 1    | 3    |
| 7                         | （AUS）                   | 1    | 6    | 3    | 10   |
| 8                         | 突尼斯（TUN）             | 1    | 0    | 1    | 2    |
| 9                         | 立陶宛（LTU）             | 1    | 0    | 0    | 1    |
| 10                        | 日本（JPN）               | 0    | 3    | 8    | 11   |
| 11                        | 俄罗斯（RUS）             | 0    | 2    | 2    | 4    |
| 12                        | 白俄罗斯（BLR）           | 0    | 2    | 0    | 2    |
| 12                        | 西班牙（ESP）             | 0    | 2    | 0    | 2    |
| 12                        | 韩国（KOR）               | 0    | 2    | 0    | 2    |
| 15                        | 加拿大（CAN）             | 0    | 1    | 2    | 3    |
| 15                        | 英国（GBR）*              | 0    | 1    | 2    | 3    |
| 17                        | 巴西（BRA）               | 0    | 1    | 1    | 2    |
| 18                        | 德国（GER）               | 0    | 1    | 0    | 1    |
| 19                        | 意大利（ITA）             | 0    | 0    | 1    | 1    |
| 总计（共19个国家 / 地区） | 总计（共19个国家 / 地区） | 34   | 36   | 32   | 102  |

## 各項成績

### 男子
| 項目                        | 金牌 | 金牌        | 银牌 | 银牌        | 铜牌 | 铜牌      |
| 50公尺自由式（詳細）        | 弗洛朗·馬納杜（法国） | 21.34       | 卡倫·瓊斯（美国） | 21.54       | 塞薩爾·西埃洛（巴西） | 21.59     |
| 100公尺自由式（詳細）       | 內森·阿德里安（美国） | 47.52       | 詹姆斯·马格努森（） | 47.53       | 布倫特·海登（加拿大） | 47.80     |
| 200公尺自由式（詳細）       | 雅尼克·艾尼爾（法国） | 1:43.15     | 朴泰桓（韩国） · 孙杨（中国） | 1:44.93     | |           |
| 400公尺自由式（詳細）       | 孙杨（中国） | 3:40.14 OR  | 朴泰桓（韩国） | 3:42.06     | 彼得·范德尔卡伊（美国） | 3:44.69   |
| 1500公尺自由式（詳細）      | 孫楊（中国） | 14:31.02 WR | 瑞安·科克倫（加拿大） | 14:39.63 AM | 烏薩馬·邁盧利（突尼斯） | 14:40.31  |
|                             | |             | |             | |           |
| 100公尺仰式（詳細）         | 馬特·格雷弗斯（美国） | 52.16 OR    | 尼克·托曼（美国） | 52.92       | 入江陵介（日本） | 52.97     |
| 200公尺仰式（詳細）         | 泰勒·克萊里（美国） | 1:53.41 OR  | 入江陵介（日本） | 1:53.78     | 瑞安·洛赫特（美国） | 1:53.94   |
|                             | |             | |             | |           |
| 100公尺蛙式（詳細）         | 卡梅倫·范德伯格（南非） | 58.46 WR    | 克里斯蒂安·斯普林格（） | 58.93       | 布蘭登·韓森（美国） | 59.49     |
| 200公尺蛙式（詳細）         | 久爾陶·達尼埃爾（匈牙利） | 2:07.28 WR  | 邁克·傑米森（英国） | 2:07.43     | 立石諒（日本） | 2:08.29   |
|                             | |             | |             | |           |
| 100公尺蝶式（詳細）         | 米高·菲比斯（美国） | 51.21       | 查德·勒克洛（南非） · 葉夫根尼·科羅特什金（俄罗斯） | 51.44       | |           |
| 200公尺蝶式（詳細）         | 查德·勒克洛（南非） | 1:52.96 AF  | 米高·菲比斯（美国） | 1:53.01     | 松田丈志（日本） | 1:53.21   |
|                             | |             | |             | |           |
| 200公尺混合式（詳細）       | 迈克尔·菲尔普斯（美国） | 1:54.27     | 瑞安·洛赫特（美国） | 1:54.90     | 切赫·拉斯洛（匈牙利） | 1:56.22   |
| 400公尺混合式（詳細）       | 賴恩·羅切特（美国） | 4:05.18     | 蒂亚戈·佩雷拉（巴西） | 4:08.86     | 萩野公介（日本） | 4:08.94   |
|                             | |             | |             | |           |
| 4×100公尺自由式接力（詳細） | 法国（FRA） · 阿莫里·勒沃 · 法比安·吉羅 · 克莱芒·勒费尔 · 雅尼克·艾尼爾 · 阿蘭·貝爾納（預賽） · 热雷米·斯特拉维于斯（預賽）                                       | 3:09.93     | 美国（USA） · 內森·阿德里安 · 米高·菲比斯 · 卡倫·瓊斯 · 瑞安·洛赫特 · 吉米·費根（預賽） · 馬特·格雷弗斯（預賽） · 里基·貝倫斯（預賽） · 賈森·萊扎克（預賽） | 3:10.38     | 俄罗斯（RUS） · 安德烈·格列金 · 尼基塔·洛賓采夫 · 弗拉基米爾·莫洛佐夫 · 丹尼拉·伊佐托夫 · 葉夫根尼·拉古諾夫（預賽） · 谢尔盖·费西科夫（預賽） | 3:11.41   |
| 4×200公尺自由式接力（詳細） | 美国（USA） · 瑞安·洛赫特 · 康納爾·德懷爾 · 里基·貝倫斯 · 米高·菲比斯 · 查理·候切（預賽） · 馬特·麥克林（預賽） · 戴維斯·塔沃特（預賽） ·                         | 6:59.70     | 法国（FRA） · 阿莫里·勒沃 · 格雷戈里·马莱 · 克莱芒·勒费尔 · 雅尼克·艾尼爾 · 热雷米·斯特拉维于斯（預賽）                                                     | 7:02.77     | 中国（CHN） · 孫楊 · 郝運 · 李昀琦 · 蔣海琦 · 呂志武（預賽） · 戴駿（預賽）                                                                   | 7:06.30   |
| 4×100公尺混合式接力（詳細） | 美国（USA） · 馬特·格雷弗斯 · 布伦丹·汉森 · 迈克尔·菲尔普斯 · 內森·阿德里安 · 尼克·托曼（預賽） · 埃里克·尚托（預賽） · 泰勒·麥克吉爾（預賽） · 卡倫·瓊斯（預賽） | 3:29.35     | 日本（JPN） · 入江陵介 · 北島康介 · 松田丈志 · 藤井拓郎 | 3:31.26     | （AUS） · 海登·斯托克尔 · 克里斯蒂安·斯普林格 · 馬修·塔吉特 · 詹姆斯·马格努森 · 布倫頓·里卡德（預賽） · 托馬索·德奥索格納（預賽）             | 3:31.58   |
|                             | |             | |             | |           |
| 10公里（詳細）              | 烏薩馬·邁盧利（突尼斯） | 1:49:55.1   | 托馬斯·盧爾茨（德国） | 1:49:58.5   | 李察·溫伯格（加拿大） | 1:50:00.3 |

WR = 世界紀錄

OR = 奧運紀錄

AF = 非洲紀錄

AM = 美洲紀錄

### 女子
| 項目                        | 金牌 | 金牌       | 银牌 | 银牌       | 铜牌 | 铜牌       |
| 50公尺自由式（詳細）        | 拉諾米·克羅莫維焦約（荷兰） | 24.05 OR   | 亚历山德拉·格拉西梅尼娅（白俄罗斯） | 24.28      | 馬倫·費爾德海斯（荷兰）                                                                                                   | 24.39      |
| 100公尺自由式（詳細）       | 拉諾米·克羅莫維焦約（荷兰） | 53.00 OR   | 亚历山德拉·格拉西梅尼娅（白俄罗斯） | 53.38      | 唐奕（中国） | 53.44      |
| 200公尺自由式（詳細）       | 艾莉森·施米特（美国） | 1:53.61 OR | 卡蜜爾·莫法特（法国） | 1:55.58    | 勃朗特·巴勒特（） | 1:55.81    |
| 400公尺自由式（詳細）       | 卡蜜爾·莫法特（法国） | 4:01.45 OR | 艾莉森·施米特（美国） | 4:01.77 AM | 麗貝卡·阿德林頓（英国）                                                                                                   | 4:03.01    |
| 800公尺自由式（詳細）       | 姬蒂·雷德基（美国） | 8:14.63 AM | 米芮亞·貝蒙特·加西亞（西班牙） | 8:18.76    | 麗貝卡·阿德林頓（英国）                                                                                                   | 8:20.32    |
|                             | |            | |            | |            |
| 100公尺仰式（詳細）         | 蜜茜·富蘭克林（美国） | 58.33 AM   | 埃米莉·西博姆（） | 58.68      | 寺川綾（日本） | 58.83 AS   |
| 200公尺仰式（詳細）         | 蜜茜·富蘭克林（美国） | 2:04.06 WR | 阿纳斯塔西娅·祖耶娃（俄罗斯） | 2:05.92    | 伊麗莎白·拜索（美国） | 2:06.55    |
|                             | |            | |            | |            |
| 100公尺蛙式（詳細）         | 魯塔·美露泰（立陶宛） | 1:05.47    | 麗貝卡·索尼（美国） | 1:05.55    | 鈴木聰美（日本） | 1:06.46    |
| 200公尺蛙式（詳細）         | 麗貝卡·索尼（美国） | 2:19.59 WR | 鈴木聰美（日本） | 2:20.72    | 露莉亞·伊菲莫娃（俄罗斯）                                                                                                 | 2:20.92    |
|                             | |            | |            | |            |
| 100公尺蝶式（詳細）         | 達娜·沃爾默（美国） | 55.98 WR   | 陸瀅（中国） | 56.87      | 艾莉西亞·古特絲（） | 56.94      |
| 200公尺蝶式（詳細）         | 焦劉洋（中国） | 2:04.06 OR | 米芮亞·貝蒙特·加西亞（西班牙） | 2:05.25    | 星奈津美（日本） | 2:05.48    |
|                             | |            | |            | |            |
| 200公尺混合式（詳細）       | 葉詩文（中国） | 2:07.57 OR | 艾莉西亞·古特絲（） | 2:08.15    | 凱特琳·利華娜茲（美国）                                                                                                   | 2:08.95    |
| 400公尺混合式（詳細）       | 葉詩文（中国） | 4:28.43 WR | 伊麗莎白·拜索（美国） | 4:31.27 AM | 李玄旭（中国） | 4:32.91    |
|                             | |            | |            | |            |
| 4×100公尺自由式接力（詳細） | （AUS） · 艾莉西亞·古特絲 · 凱特·坎貝爾 · 布里塔妮·埃尔姆斯利 · 梅拉妮·施倫格 · 埃米莉·西博姆（預賽） · 約蘭·庫克拉（預賽） · 莉比·特里克特（預賽）                 | 3:33.15 OR | 荷兰（NED） · 英厄·德克尔 · 馬倫·費爾德海斯 · 費姆克·海姆斯凱克 · 拉諾米·克羅莫維焦約 · 欣克琳·斯赫勒德（預賽）                                                             | 3:33.79    | 美国（USA） · 蜜茜·富蘭克林 · 謝茜嘉·哈迪 · 倪麗雅 · 艾莉森·施米特 · 阿曼達·韋爾（預賽） · 娜塔莉·歌芙蓮（預賽）          | 3:34.24 AM |
| 4×200公尺自由式接力（詳細） | 美国（USA） · 蜜茜·富蘭克林 · 达娜·沃尔默 · 香农·弗里兰 · 艾莉森·施密特 · 劳伦·珀杜（預賽） · 阿莉莎·安德森（預賽）                                                 | 7:42.92 OR | （AUS） · 勃朗特·巴勒特 · 梅拉妮·施倫格 · 凱莉·帕爾默 · 艾莉西亞·古特絲 · 布里塔妮·埃尔姆斯利（預賽） · 安吉·班布里奇（預賽） · 傑德·尼爾森（預賽） · 布萊爾·埃文斯（預賽） | 7:44.41    | 法国（FRA） · 卡蜜爾·莫法特 · 夏洛特·博内 · 奥菲莉·艾蒂安 · 科拉莉·巴尔米 · 玛尔戈·法雷尔（預賽） · 米莉恩·拉扎芮（預賽） | 7:47.49    |
| 4×100公尺混合式接力（詳細） | 美国（USA） · 蜜茜·富蘭克林 · 麗貝卡·索尼 · 達娜·沃爾默 · 艾莉森·施米特 · 蕾切尔·布茨马（預賽） · 布瑞加·拉森（預賽） · 克莱尔·多纳休（預賽） · 謝茜嘉·哈迪（預賽） | 3:52.05 WR | （AUS） · 埃米莉·西博姆 · 萊塞爾·瓊斯 · 艾莉西亞·古特絲 · 梅拉妮·施倫格 · 布里塔妮·埃尔姆斯利（預賽）                                                                       | 3:54.02    | 日本（JPN） · 寺川綾 · 鈴木聰美 · 加藤由佳 · 上田春佳                                                                     | 3:55.73    |
|                             | |            | |            | |            |
| 10公里（詳細）              | 伊娃·利茲托夫（匈牙利） | 1:57:38.2  | 黑莉·安德森（美国） | 1:57:38.6  | 马丁娜·格里马尔迪（意大利）                                                                                               | 1:57:41.8  |

WR = 世界紀錄

OR = 奧運紀錄

AS = 亞洲紀錄

AM = 美洲紀錄

## 外部連結
- 官方网站